# Daniel Brewster

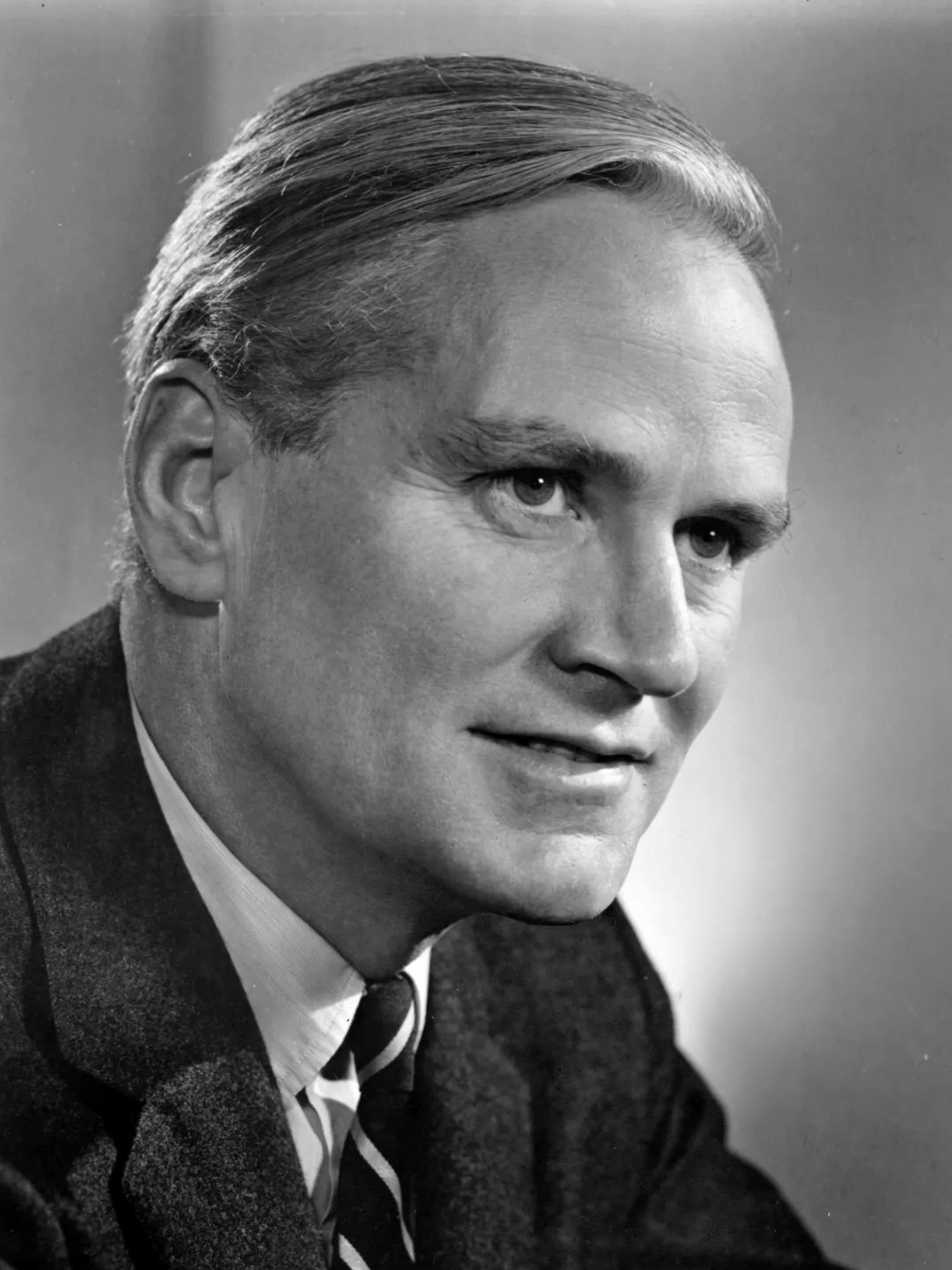
Daniel Brewster

Daniel Baugh Brewster (* 23. November 1923 im Baltimore County, Maryland; † 19. August 2007) war ein US-amerikanischer Politiker der Demokratischen Partei, der den Bundesstaat Maryland in beiden Kammern des Kongresses der Vereinigten Staaten vertrat.

## Leben
Brewster besuchte die Schule in Baltimore und Concord (New Hampshire). Danach studierte er an der Princeton University, anschließend an der Johns Hopkins University. Im Jahr 1942 wurde er während des Zweiten Weltkriegs beim United States Marine Corps eingesetzt. Dort diente er bis 1946. Nach dem Krieg graduierte Brewster an der Law School der University of Maryland in Baltimore und wurde 1949 als Anwalt zugelassen.

## Politik
Im Jahr 1950 wurde er in das Abgeordnetenhaus von Maryland gewählt, wo er bis 1958 verblieb. Er trat danach im zweiten Wahlbezirk von Maryland bei den Kongresswahlen an und schaffte den Einzug in das US-Repräsentantenhaus, dem er bis 1963 angehörte. In der Folge gewann er die Senatswahlen und zog 1963 in den US-Senat ein, dem er für eine Amtszeit bis 1969 angehörte. Die Wiederwahl verlor er gegen Charles Mathias. Im Jahr 1969 wurde er angeklagt, während seiner Amtszeit als Senator ein Geschenk angenommen zu haben.